# Vestamager (Tårnby Kommune)
 For alternative betydninger, se Vestamager. (Se også artikler, som begynder med Vestamager)
Vestamager er en områdebetegnelse for den vestlige del af Tårnby Kommune.
Området strækker sig fra Finderupvej ved grænsen til Ørestad i nord, til Frieslandsvej i syd.

Den østlige grænse er sværere at fastsætte, men i grove træk kan grænsen siges at gå ved Englandsvej.
Områdets vestlige del består af Kalvebod Fælled. 

Derudover ligger de yderste områder mod syd-øst tæt på Kastrup Lufthavns landingsbaner.
Området består af parcelhus-byggeri kendetegnet ved afrikanske og hollandske stednavne samt rækkehus- og lejligheds byggerier såsom Kongelundsparken, Holdkærs Ager og Hyld Ager.
Derudover ligger der i området også en masse kolonihaver.
Yderst ved grænsen til Dragør Kommune finder man ligeledes landligt miljø med gårde og dets lige, samt områder med selv-byggede huse nær Kongelunden.
På Vestamager ligger bl.a.:
- Vestamager Centeret
- Fodboldklubben Tårnby FF
- Fodboldklubben AB Tårnbys vestlige afdeling
- Vestamager Idrætsanlæg
- Kalvebod Fælled
- Skelgårdsskolen
- Skelgårdskirken
- Pilegårdsskolen

|  | Denne artikel om lokaliteten Vestamager (Tårnby Kommune) kan blive bedre, hvis der indsættes et (bedre) billede. Du kan hjælpe ved at afsøge Wikimedia Commons for et passende billede eller lægge et op på Wikimedia Commons med en af de tilladte licenser og indsætte det i artiklen. |

55°36′14″N 12°35′20″Ø / 55.604°N 12.589°Ø